# Billy Wingrove
Billy Wingrove (Londres, Inglaterra, 17 de dezembro de 1982) é um freestyler inglês e um futebolista semi-profissional. Ele é mais conhecido pelo seu canal de vídeos no YouTube em parceria com Jeremy Lynch nomeado F2Freestylers, que tem mais de 12 milhões de inscritos. É casado com katie wingrove e tem dois filhos, Amillie e Roman de 8 e 3 anos.